# 象鼻公園

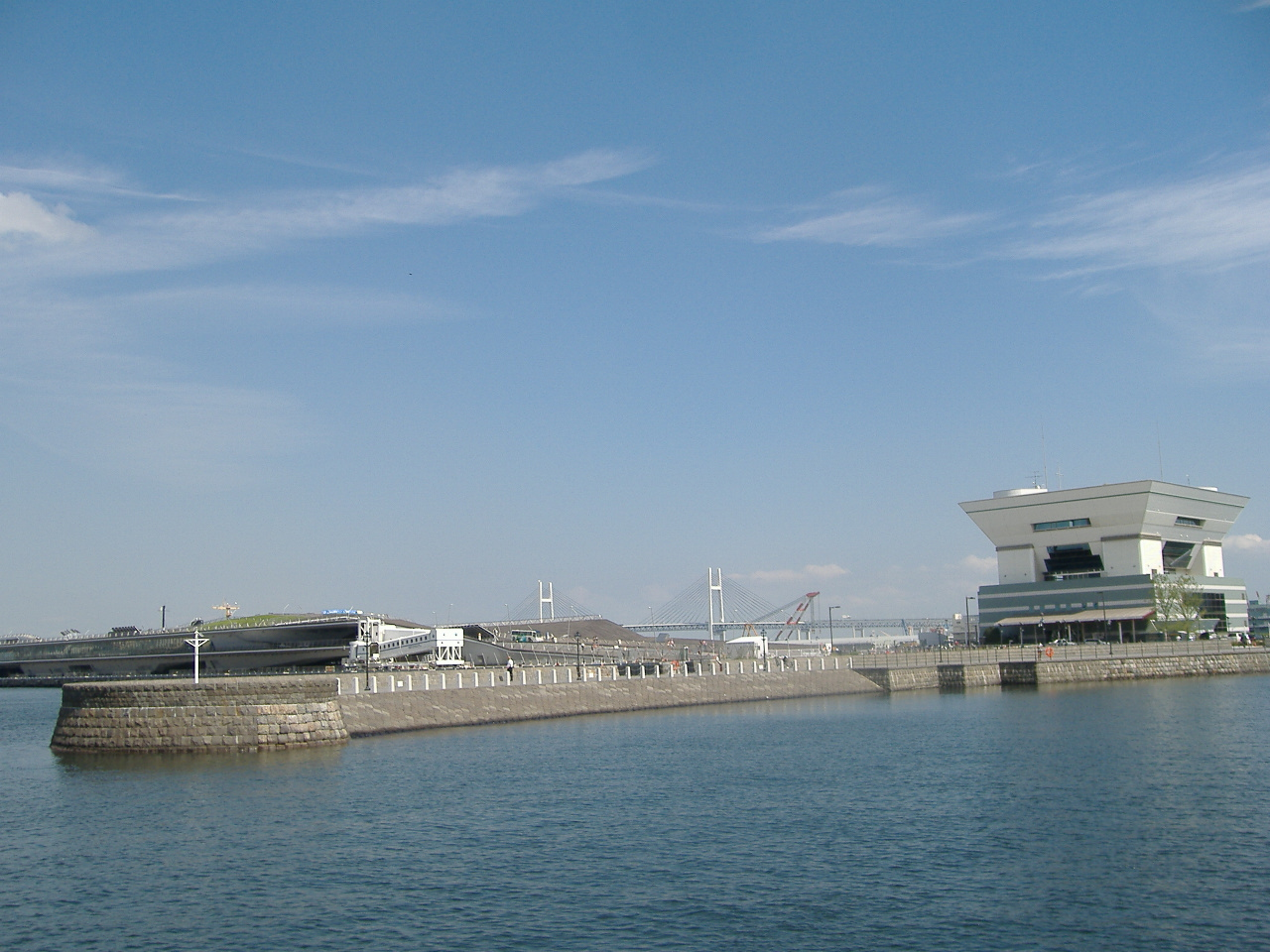

象鼻公園是位於日本神奈川縣橫濱市中區海岸通1丁目的公園，也是橫濱港的發祥之地。相當於橫濱港未來21地區計劃的3街區。象鼻公園復原了明治中期時的象鼻避風港的形狀，在橫濱港開港150週年之際的2009年6月2日開園。

## 外部連結
- ここから港ヨコハマは始まった 象の鼻地区（象の鼻パーク） （页面存档备份，存于）（横浜市港湾局）
- 象の鼻テラス ZOU-NO-HANA-TERRACE （页面存档备份，存于）（公式サイト）